# Sium podolicum
Sium podolicum är en flockblommig växtart som beskrevs av Luigi Aloysius Colla. Sium podolicum ingår i släktet vattenmärken, och familjen flockblommiga växter. Inga underarter finns listade i Catalogue of Life.